# Pont-Saint-Vincent
Pont-Saint-Vincent är en kommun i departementet Meurthe-et-Moselle i regionen Grand Est (tidigare regionen Lorraine) i nordöstra Frankrike. Kommunen ligger i kantonen Neuves-Maisons som tillhör arrondissementet Nancy. År 2022 hade Pont-Saint-Vincent 1 784 invånare.

## Befolkningsutveckling
Antalet invånare i kommunen Pont-Saint-Vincent
| Referens: INSEE |